# Élisabeth de Brandebourg-Ansbach-Culmbach
Élisabeth de Brandebourg-Ansbach-Culmbach (25 mars 1494 à Ansbach - 31 mai 1518 à Pforzheim) est une princesse de Brandebourg-Ansbach par la naissance et par mariage margravine de Bade.

## Biographie
Élisabeth est la fille du margrave Frédéric II de Brandebourg-Ansbach (1460-1536) de son mariage avec Sophie Jagellon (1464-1512), fille du roi Casimir IV Jagellon de Pologne. 
Élisabeth est morte en 1518, et est enterrée dans la Église collégiale de Stuttgart.

## Descendance
Le 29 septembre 1510 elle épouse Ernest de Bade-Durlach; ils ont les enfants suivants:
- Albert (juillet 1511 - 12 décembre 1542), il participe à la guerre contre les Turcs en 1541, en Hongrie et est mort sur le chemin du retour à Wasserburg am Inn
- Anne (avril 1512 - après 1579), mariée le 11 février 1537 à Charles Ier de Hohenzollern (1516 - 8 mars 1576)
- Amélie (février 1513 - 1594), mariée en 1561 au comte Frédéric II de Löwenstein (22 août 1528 - 5 juin 1569)
- Marie-Jacoba (octobre 1514 - 1592), mariée en février 1577 à Wolfgang II de Barby (11 décembre 1531 - 23 mars 1615)
- Marie-Cleopha (septembre 1515 - 28 avril 1580), mariée en 1548 avec le comte Guillaume de Schultz (mort vers 1566)
- Élisabeth (20 mai 1516 - 9 mai 1568), mariée en 1533, à Gabriel de Salamanque-Ortenbourg (en) (mort en décembre 1539) et le 30 juillet 1543 à Conrad II de Castell (10 juillet 1519 - 8 juillet 1577)
- Bernard IV de Bade-Durlach (février 1517 - 20 janvier 1553), margrave de Bade-Durlach